# Опыт воспитания в семье Никитиных
Опыт воспитания в семье Никитиных — взгляды, принципы и подходы к воспитанию детей педагогов Бориса Павловича Никитина и Лены Алексеевны Никитиной, выработанные ими в своей семье с семью детьми.
Список книг, написанных Никитиными, смотрите в статье «Б. П. Никитин», там же приводится список развивающих игр, разработанных Никитиными. Никитины сформулировали и практически подтвердили ряд гипотез, относящихся к условиям формирования творческих способностей человека.
Опыт активно популяризировался Б. П. Никитиным, вызвал большой общественный интерес в советском обществе 1960—1980-х годов, а также в Германии (ФРГ), Японии и других странах. В дом Никитиных приходили сотни посетителей. Книги Никитиных с 1963 по 2009 год были выпущены общим тиражом более 7 млн экземпляров и переведены на 10 языков.
Воспитание «по Никитиным» связано с большой самоотдачей и сознательностью родителей. Сами Никитины считали, что оно опирается на три основных принципа:
- создание благоприятных условий для физического и умственного развития детей (в том числе лёгкая одежда и спортивная обстановка в доме, множество развивающих пособий и игр),
- свобода творчества детей в занятиях,
- родительское неравнодушие.

Принципы Никитиных перекликаются с педагогикой сотрудничества, отчасти связаны с идеями А. С. Макаренко. Эти принципы — результаты осмысления Никитиными практики жизни с детьми в собственной семье.
Сами дети Никитиных считают, что подход к воспитанию, предложенный их родителями, значительно облегчает совместную жизнь взрослых и детей в семье, делает её полнее и интереснее, даёт детям отличный «старт» для дальнейшего роста.

## Основа методики
Особенность раннего развития по Никитиным — начало развития младенца со времени вступления родителей в брак, зачатия, родов. Авторы утверждали: чем раньше начнётся активное развитие, тем лучше.
Никитиными были разработаны методики воспитания и развивающие игры.
Эти игры популяризируются до сих пор разными авторами.
Семья активно использовала спортивные тренажёры и весьма радикальную систему закаливания, якобы позволяющую свести к минимуму различные простудные заболевания у детей, а если дети заболевали — обходиться без лекарств. Борисом и Леной были написаны множество книг.
Б. П. Никитиным был введён термин НУВЭРС (необратимое угасание возможностей эффективного развития способностей) — гипотеза, утверждающая, что с годами человек утрачивает способности к развитию (см. также теорию сензитивных периодов Монтессори, зона ближайшего развития Выготского). Эффективное развитие утрачивается безвозвратно. Существует определённое время и определённые условия для наиболее эффективного развития. У каждого человека они свои. Мерой НУВЭРС можно считать асинхронат — разрыв во времени между «моментом» созревания и началом развития. Согласно Никитину, основные способности закладываются в раннем дошкольном возрасте.

## Общественный интерес, критика
После выхода первой книги «Правы ли мы?» (1963 год) «методы Никитиных» были подвергнуты критике как отклонение от педагогических и медицинских норм. Право Никитиных на свой подход в педагогике поддержал А. А. Ляпунов. Положительную оценку дали Н. А. Амосов, И. А. Аршавский.
Регулярно проводимые медицинские исследования не обнаруживали отклонений от нормы в здоровье детей Никитиных.
Беседы с выросшими детьми Никитиных, состоявшиеся в 1988 году, были подробно описаны в книге немецкой журналистки Марианны Бутеншён. Спустя 12 лет, уже после смерти Бориса Павловича Никитина, русский перевод этой книги был использован, в сильно искаженном виде, в публикации, представленной как свежее интервью 2000 года, без ссылки на первоисточник и реальные даты. В результате в сети стали появляться критические сообщения о семье Никитиных, ссылающиеся или опирающиеся на эту публикацию. Однако серьёзной критики опыта от специалистов так и не последовало. В 2011 году появился сайт семьи Никитиных, убеждающий в том, что дети Никитиных позитивно оценивают опыт своих родителей и активно развивают сложившиеся традиции в собственных семьях.
Уделяя большое внимание интеллектуальному развитию, Б. П. Никитин отдавал детей в школу сразу в старшие классы, или переводил из класса в класс с опережением. Все дети действительно почти не испытывали проблем с учёбой как таковой, однако разница в возрасте (от 1 до 3 лет) создавала сильное психологическое напряжение и негативно сказывалась на общении с одноклассниками. Дополнительное давление создавала нараставшая слава семьи. Пятеро детей ушли в высшие учебные заведения после 8 класса, двое — после 10 класса (пятеро закончили их с красными дипломами). В высших учебных заведениях дети учились уже со сверстниками. Из младших Никитиных никто своих детей не отправлял в школу раньше.

## Фильмы о семье Никитиных
- «Правы ли мы?», 1965 г.
- «Никитины», 1975 г.
- «День в семье Никитиных»[21] 1969 г., 2 ч. (н-п). О воспитании детей в семье.
- «Самый долгий экзамен», 1977 г.

## Современная пресса о семье Никитиных
- Кожурина Л. Никитины // Первое сентября. № 17. 2010.
- Растянис Е. Школа учит врать на каждом шагу // Соль. 22 июля 2011.
- Терентьев Л. Юрий Рюриков. Самое утреннее из чувств Архивная копия от 3 марта 2013 на Wayback Machine // Проза.ру. 2010.